# Sausages
Sausages je ljubljanska rock skupina, ustanovljena leta 1992.

## Zgodovina zasedbe

### 1992-1994
Novembra 1992 nastane band z imenom Sausage Time. Kmalu se preimenujejo se v Sausages in pričnejo nastopati. Postanejo priljubljeni med ljubljanskimi ragbijaši, dijaki in študenti, hitro jih sprejme tudi klubska scena.

### 1994-1995
Sausages igrajo v različnih zasedbah, vendar baza ostaja ista. Največ koncertov se zgodi v sodelovanju s pevko Natašo Fink. Sausages pol leta nastopajo kot Pussy & Sausages. 

### 1995-1999
Bendu se leta 1995 pridruži pevec Goran Breščanski in z njim imajo Sausages v treh letih preko 200 koncertov po vsej Sloveniji. Nastopajo  tudi v tujini. Spremlja jih pihalna sekcija, s katero leta 1999 posnamejo prvi album z naslovom Sausages. Tega leta jim podelijo zlatega petelina za debitante leta.

### 1999-2000
Sausages se aprila 1999 pridruži kitarist ter tonski tehnik Marko Paunovič. Sledi obdobje koncertov, ki jih organizira Zdravko Toplak. V letu 2000 nastane trši in bolj kitarski album To mi deli, na katerem sta dva hita - To mi deli in Poglej se v oči.

### 2001-2002
Januarja 2001 Goran Breščanski najavi svoj odhod iz skupine, mesec dni zatem pa odide tudi Marko Paunovič. Bend se reformira v novi zasedbi - Primož Romšak na vokalu in Peter Dekleva na kitari. Sausages vstopijo v zrelejše obdobje glasbenega ustvarjanja. Leta 2002 objavijo tretji album Dolga pot.

### 2002-2006
Maja 2002 se kitarist Peter Dekleva vrne k svojemu matičnemu bendu Srečna mladina. K sodelovanju so povabili Helmuta Frangeša. Leta 2005 izdajo singl Božiček Bi Se Ljubil / K'r Neki, na katerem je gostoval kitarist Zoran Čalić - Zoki (Majke, Big Foot Mama).

### 2006
Oktobra 2006 Primož Romšak zapusti skupino. Na mesto frontmana se vrne Goran Breščanski.

### 2007
Februarja 2007 po več kot štirinajstih letih skupino zapusti baskitarist Tomaž Gasparič - Gaspardi, ustanovitelj in gonilna avtorska sila. Njegovo mesto zasede Aleš Kunc. Avgusta 2007 odide tudi Helmut Frangeš - Maco.

### 2012-2013
Po nekaj kadrovskih menjavah se marca 2012 Helmut vrne v bend in z njim se leta 2013 lotijo snemanja novega albuma. Prvi singl s te plošče je Dej pel - enako pa se imenuje album, ki je izšel v aprilu 2013. 
24.novembra 2012 pa so s koncertom v Orto Baru zaznamovali 20.obletnico glasbenega dela 

## Diskografija
- Sausages (1999, CD album, Dallas Records)
- To mi deli (2000, CD album, Dallas Records)
- Dolga pot (2002, CD album, Mandarina) fhttp://www.discogs.com/Sausages-Dolga-Pot/release/3440224]
- Božiček Bi Se Ljubil / K'r Neki (2005, singl, samozaložba)
- Dej pel (2013, CD album)
- Luni Tuns (2016, kompilacijski studijski live album)